# C. J. Harris
Pour les articles homonymes, voir Harris.
Calvin Dorsey Harris Jr., né le 19 février 1991 à Winston-Salem en Caroline du Nord, est un joueur américain de basket-ball évoluant aux postes d'arrière et de meneur.

## Biographie

### Carrière universitaire
Entre 2009 et 2013, il joue pour les Demon Deacons de Wake Forest.

### Carrière professionnelle

#### MHP Riesen Ludwigsbourg (2013-2014)
Le 27 juin 2013, lors de la draft 2013 de la NBA, il n'est pas sélectionné. Il participe ensuite à la Summer League de Las Vegas avec les Nuggets de Denver.
Le 26 juillet 2013, il signe son premier contrat professionnel avec le club allemand du MHP Riesen Ludwigsbourg.

#### ratiopharm Ulm (2014-mars 2015)
Le 8 juillet 2014, il reste en Allemagne et signe avec le ratiopharm Ulm.

#### VEF Rīga (mars-juil. 2015)
Le 3 mars 2015, il part en Lettonie et signe avec le VEF Rīga.

#### Rosa Radom (2015-2016)
Le 11 juillet 2015, il part en Pologne et signe avec le Rosa Radom.
Il remporte la coupe de Pologne et est nommé MVP.

#### Sakarya BB (2016-2018)
Le 27 juin 2016, il part en Turquie et signe avec le Sakarya BB.

#### Élan béarnais Pau-Lacq-Orthez (2018-2019)
Le 30 juillet 2018, il part en France et signe avec l'Élan béarnais Pau-Lacq-Orthez.

#### Guangzhou Loong Lions (août - oct. 2019)
Le 27 août 2019, il signe avec le club chinois du Guangzhou Loong Lions.
Cependant, le 22 octobre 2019, il quitte le club durant la pré-saison.

#### Türk Telekom (jan. - juil. 2020)
Le 21 janvier 2020, il revient en Turquie et signe avec le Türk Telekom.

#### Hapoël Holon (2020-2021)
Le 7 août 2020, il part en Israël et signe avec l'Hapoël Holon.

#### JL Bourg (2021-2022)
Le 19 juillet 2021, il arrive en France et signe avec la JL Bourg.

#### Hapoël Holon (depuis 2022)
En juin 2022, Harris retourne pour deux ans à l'Hapoël Holon.

## Statistiques

### Universitaires
| Saison    | Équipe      | Matchs | Titul. | Min./m | % Tir | % 3pts | % LF | Rbds/m. | Pass/m. | Int/m. | Ctr/m. | Pts/m. |
| --------- | ----------- | ------ | ------ | ------ | ----- | ------ | ---- | ------- | ------- | ------ | ------ | ------ |
| 2009-2010 | Wake Forest | 31     | 22     | 27,9   | 38,5  | 32,4   | 83,1 | 1,81    | 1,23    | 0,90   | 0,06   | 9,90   |
| 2010-2011 | Wake Forest | 32     | 32     | 32,4   | 38,4  | 33,9   | 81,5 | 3,38    | 3,47    | 0,94   | 0,00   | 10,25  |
| 2011-2012 | Wake Forest | 30     | 30     | 35,0   | 47,7  | 42,2   | 84,4 | 3,07    | 2,47    | 1,13   | 0,07   | 16,70  |
| 2012-2013 | Wake Forest | 31     | 31     | 32,8   | 45,2  | 43,1   | 84,7 | 2,32    | 1,90    | 0,77   | 0,10   | 15,39  |
| Carrière  | Carrière    | 124    | 115    | 32,0   | 43,2  | 38,8   | 83,4 | 2,65    | 2,27    | 0,94   | 0,06   | 13,01  |

## Palmarès

### En club
- Champion de Lettonie (2015)
- Vainqueur de la coupe de Pologne (2016)

### Distinctions personnelles
- Troisième équipe All-ACC   (2012)
- MVP de la coupe de Pologne (2016)
- Nommé dans le meilleur cinq de la ligue des champions 2021[8]